# Treehouse of Horror XXVIII
"Treehouse of Horror XXVIII" é o quarto episódio da vigésima nona temporada da série animada Os Simpsons, e o 622.º no total. Foi ao ar nos Estados Unidos pela FOX em 22 de outubro de 2017.

## Enredo

### Sequência de abertura
The Sweets Hereafter (em inglês): A família Simpson está em um prato, como parte dos doces distribuídos no Halloween em uma casa. Barterfinger tem medo de ser pego, Marge Bar o conforta dizendo que ele sempre foi o último, e Oh Homer! dizendo que até uma caixa de passas obsoletas é tomada antes dele. Nelson e Kirkish Taffy são levados, e a maçã (Lisa) reclama que ninguém pega as maçãs, pois as pessoas temem que as lâminas de barbear estejam dentro dela. Marge a conforta dizendo que eles os levam apenas quando estão mergulhadas em caramelo, para desgosto da maçã. Shauna leva Senior Mints (Abe Simpson), depois que Homer se afastou e come seu conteúdo.
No dia seguinte, a família é abandonada, e eles são colocados em uma prateleira quando a família remove as decorações do Dia das Bruxas, onde encontram um coelhinho da Páscoa de chocolate, que lhes diz que serão deixados lá esquecidas. Vendo seu desconforto como ninguém o leva, Homer começa a comê-lo. Marge tenta detê-lo, mas ele diz que o chocolate não sente nada e retoma a comer com o resto da família se juntando quando ele come a boca do coelho para calar sua boca. A câmera se encaixa na parede, onde "The Simpsons Easter Special" está escrito, mas o chocolate do coelho salpica por toda parte, cobrindo as palavras, e o chocolate escuro expele "Treehouse of Horror XXVIII".

### A Exor-Sisma
Em um local do templo pré-cristão no norte do Iraque (uma paródia da cena de abertura d'O Exorcista), uma estátua Pazuzu é desenterrada e enviada pela Amazon para a casa dos Simpsons e é deixada na cama de Maggie. A estátua então possui Maggie. Em um coquetel que Homer e Marge estão hospedando no andar de baixo, todos estão curtindo a festa enquanto Maggie flutua pelas escadas como um demônio. 
Maggie mata Helen Lovejoy, fecha todas as janelas e portas, e depois, depois de dizer a todos que está traindo sua esposa, ela mata o Dr. Hibbert e Ned Flanders depois de lhes diz que precisam de um exorcismo.
Depois de matar Ned, chega um exorcista irlandês e executa o exorcismo. Depois de deixar Maggie, o demônio possui Bart e declara que Bart tem a alma mais obscura que já viu.

### Coralisa
Em uma paródia de Coraline, Maggie ainda está se recuperando do Pazuzu e começa a vomitar por toda a mesa de jantar. No quarto de Lisa, Bola de Neve a leva através de um túnel secreto, que a leva a outra versão da família, com botões em vez de olhos em seus rostos.
A família come vegetais, e gostam de jazz, mas eles a assustam quando querem costurar botões em seus olhos. De volta a casa, Homer matou uma cobra com o saxofone de Lisa, e isso muda sua ideia, e ela concorda em ter botões em seus olhos. 
Na casa, vários dias depois, a família fala sobre como Lisa desapareceu, Homer aceita e diz que não vai jogar seus pertences favoritos, e diz que Maggie receberá o quarto e as roupas de Lisa, enquanto Bart faz seu dever de casa. Ele decide passar pela porta e acaba aceito na realidade alternativa.
Marge preocupada entra pela porta, depois que ela não volta Homer passa pela porta e descobre que Marge tem botões nos olhos e também  gosta dessa realidade, Homer também começa a gostar da nova realidade mais acaba levando as duas famílias para o mundo real, onde as duas Marges fazem o trabalho domestico e o outro Homer cumpre suas tarefas diárias, o outro Homer chega de uma reunião da escola e diz que receberão um acompanhamento psicológico pelo comportamento de Bart e a outra Marge faz ameaças e mostra uma espingarda.    

### MMM… Homer
Lisa, adverte os usuários do episódio entrante, que começa com a família, exceto Homer, para Patty e Selma, deixá-lo sozinho. Homer fica confortável, mas acaba comendo seus alimentos, deixando os vegetais.
Ele encontra apenas um cachorro-quente congelado, e ao cozinhar, ele corta o dedo na grelha. Ele descobre o quão saboroso é, e começa a cozinhar o dedo na outra mão. Ele é convidado por Ned, mas acaba sentindo nojo da comida normal, então ele começa a cozinhar partes de seu corpo, sobrando apenas um braço e uma perna.
À noite, Marge o encontra cozinhando sua perna e o leva a um terapeuta porém não mostra resultado, e Mario Batali o ajuda a mudar a casa para Chez Homer, vendendo partes de seu corpo como comida enquanto vários restaurantes na cidade são abertos.
No Céu, Homer comenta a Jesus como ele agora compartilha pessoas com partes de seu corpo com ele, e acaba comendo uma de suas asas de anjo.

## Recepção
"Treehouse of Horror XXVIII" marcou uma classificação de 1.6 com uma participação de 6 e foi assistido por 3,62 milhões de pessoas, fazendo o programa mais notado da noite "The Simpsons".